# Steatomys
Steatomys (Peters, 1846) è un genere di roditori della famiglia dei Nesomiidi.

## Descrizione

### Dimensioni
Al genere Steatomys appartengono roditori di piccole dimensioni, con lunghezza della testa e del corpo tra 65 e 145 mm, la lunghezza della coda tra 34 e 59 mm e un peso fino a 70 g.

### Caratteristiche craniche e dentarie
Il cranio presenta un rostro lungo e sottile, i piatti zigomatici sono ridotti, la bolla timpanica è grande e il palato è ampio. Gli incisivi superiori sono ortodonti ed attraversati da un profondo solco longitudinale.
Sono caratterizzati dalla seguente formula dentaria:

### Aspetto
Il corpo è generalmente tozzo a causa di depositi stratificati di grasso, probabilmente utilizzati per ottenere un efficiente stato di torpore durante i periodi più freddi. La pelliccia è soffice e lucente. Le parti dorsali variano dal grigio-brunastro chiaro al giallo-brunastro mentre quelle ventrali sono sempre bianche. Il muso è appuntito, le orecchie sono arrotondate. Le zampe anteriori hanno 4 dita, mentre i piedi ne hanno 5. Le dita sono munite di robusti artigli. La coda è corta circa la metà della lunghezza della testa e del corpo ed è ricoperta finemente di peli. Le femmine hanno 3 paia di mammelle pettorali e 2 paia inguinali.

## Distribuzione
Il genere è diffuso nell'Africa subsahariana.

## Tassonomia
Il genere comprende 8 specie.
- Steatomys bocagei
- Steatomys caurinus
- Steatomys cuppedius
- Steatomys jacksoni
- Steatomys krebsii
- Steatomys opimus
- Steatomys parvus
- Steatomys pratensis